# Кронрод, Яков Абрамович
Яков Абрамович Кронрод (1912, Алексин, Тульская губерния — 1984) — советский политэконом, экономист-теоретик, обществовед. Специалист по проблемам методологии политической экономии, теории способа производства, хозяйственного механизма, теории денег и цен, теории воспроизводства. Доктор экономических наук, профессор. С 1940 г. в Институте экономики АН СССР (ныне Институт экономики РАН), где проработал почти полвека. Лидер оригинальной научной школы советской политической экономии. Член Союза журналистов (1960).

## Биография
Родился в городке Алексин Тульской области. Окончил среднюю школу в Москве (1930), учился на философском факультете МГУ. Считал себя учеником И. И. Рубина. Одновременно с учебой с 1931 г. начал работать. Работал в Госплане СССР, Мособлплане, ЦСУ СССР. С 1940 г. и до конца жизни работал в Институте экономики АН СССР.
Участник Великой Отечественной войны, 6 июля 1941 года добровольцем ушел в армию.
Во время борьбы с космополитизмом попав в число обвиняемых — «занял не пассивную, а наступательную позицию и резко критиковал „обвинителей“ за цитатнический ненаучный подход к исследованию экономических проблем».
Возглавлял сектор политической экономии социализма Института экономики, вокруг которого сложилась школа экономистов («товарников»), выступавших за развитие в СССР товарно-денежных отношений, которую её противники обвиняли в «рыночном социализме». Занимал ведущее положение среди ученых ИЭ, «для послевоенного периода в политэкономических исследованиях ИЭ был одной из центральных фигур, а в 1960-е годы просто основной», — как указывает профессор М. И. Воейков. Он же отмечает, что Кронрод последовательно выступал за развитие рыночных отношений, товарного производства, закона стоимости, за экономическую демократию и т. д.
В 1971 в статье «К вопросу о социалистическом способе производства и стадиях его развития» Кронрод предложил «рассматривать социализм как исторически самостоятельный способ производства, первую ступень развития общественной системы производства, свойственной эре коммунизма, но ступень, ещё предшествующую собственно первому коммунистическому способу производства (в качестве полного коммунизма)».
В 1971—1972 гг. школа Кронрода была разгромлена, публикация его работ была прекращена. В ИЭ он был отстранен от должности заведующего сектором. 12 декабря 1972 на заседании секции политической экономии Института экономики была обсуждена подготовленная к печати и затем опубликованная в журнале «Вопросы экономики» статья Кронрода «Некоторые теоретические вопросы экономики развитого социалистического общества», в которой он отказался от трактовки социализма как самостоятельного способа производства, признав, что «коммунизм, конечно, представляет собой развивающуюся формацию, но опирается она на один (развивающийся) способ производства, а не на множество сменяющих друг друга способов производства».
В 1973 г. перенес инфаркт, от которого не смог оправиться до конца своих дней.
В работе «Соцолигархизм как псевдосоциализм XX века» пришёл к выводу, что социально-экономическая структура СССР не соответствует социалистическим идеалам. В 1983—1984 гг. ученый существенно пересмотрел свои воззрения и решился «решительно, радикально порвать с казалось бы некогда незыблемыми догматами так называемой марксистской ортодоксии».
Инициатор и участник многих экономических дискуссий 60-80-х гг. XX в.
Жена — Ирина Владимировна Можайскова, доктор экономических наук, профессор.

## Работы
- «Основы хозяйственного расчета» (1952),
- «Социалистическое воспроизводство» (1955),
- «Общественный продукт и его структура при социализме» (1958),
- «Деньги в социалистическом обществе» (1954, 1960).
- I и II подразделения общественного продукта : О законе опережающего роста производства средств производства. — М. : Знание, 1966. — 48 с. — (Новое в жизни, науке и технике. 3 серия. Экономика).
- К вопросу о социалистическом способе производства и стадиях его развития // Известия АН СССР. Сер. Экономическая. 1971. № 3.
- Некоторые теоретические вопросы экономики развитого социалистического общества // Вопросы экономики. 1973. № 2.
- Золото как денежный товар в системе социалистических производственных отношений и механизм его планомерного функционирования в экономике развитого социализма. — М. : б. и., 1979. — 23 с. — (Препринт научного доклада / Ин-т экономики АН СССР. Отд. общ. пробл. полит. экономии социализма).
- Проблема золота как денежного товара в условиях современного капитализма. — М. : б. и., 1979. — 71 с. — (Препринт научного доклада / Ин-т экономики АН СССР. Отд. общ. пробл. полит. экономии социализма).
- Очерки социально-экономического развития XX века / Рос. акад. наук, Ин-т экономики. — М. : Наука, 1992. — 236,[2] с. ISBN 5-02-012079-0
- Из неопубликованного… / Рос. акад. наук, Ин-т экономики, Центр политико-экон. исслед. — М. : [б. и.], 2002. — Вып. 1. — 2002. — 182 с. : табл. — ISBN 5-201-03260-5
- Соцолигархизм как псевдосоциализм XX века // Вопросы политической экономии. 2016. № 3. С. 119—145. № 4. С. 126—141.

Последняя крупная работа, изданная при жизни: монография «Законы политической экономии социализма. Очерки методологии и теории», вышла в 1966 г. в издательстве «Мысль».
Уже после смерти Я. А. Кронрода изданы три монографии, написанные им в 70-80-е годы:
- «Производительные силы и общественная собственность» (1987),
- «Планомерность и механизм действия экономических законов социализма» (1988),
- «Процесс социалистического воспроизводства» (1989).